# Rhytidiadelphus japonicus
Rhytidiadelphus japonicus är en bladmossart som beskrevs av T. Koponen 1971. Rhytidiadelphus japonicus ingår i släktet hakmossor, och familjen Hylocomiaceae. Inga underarter finns listade i Catalogue of Life.